# Wierzchosława nowogrodzka
Wierzchosława (Anastazja) (ur. ok. 1125 zm. 15 marca między 1158 a 1166) – jedyna córka księcia nowogrodzkiego Wsiewołoda Mścisławowicza. Od 1136 lub 1137 żona Bolesława Kędzierzawego, syna polskiego księcia Bolesława Krzywoustego. Zabytkiem związanym z jej osobą jest tzw. Ewangeliarz księżnej Anastazji (od greckiego bądź łacińskiego odpowiednika jej imienia).

## Życiorys

### Dzieciństwo i młodość
Wierzchosława była jedyną córką księcia nowogrodzkiego Wsiewołoda Mścisławowicza i nieznanej z imienia córki Światosława II Mikołaja. Była najprawdopodobniej najmłodsza z rodzeństwa. Miała dwóch braci: Iwana i Włodzimierza. W 1136 lub 1137 najprowdopodobniej jeszcze za życia swego ojca poślubiła księcia Bolesława Kędzierzawego, syna księcia polskiego Bolesława Krzywoustego. W tym samym czasie jej brat Włodzimierz poślubił siostrę jej męża Ryksę. Obydwa małżeństwa zostały zawarte najpewniej z inicjatywy Salomei, drugiej żony Krzywoustego, pragnącej w ten sposób wzmocnić pozycję swoich dzieci. W 1138, po śmierci Bolesława Krzywoustego, Wierzchosława została księżną mazowiecką.

### Władczyni Mazowsza i Krakowa
W 1141 księżna towarzyszyła mężowi w wiecu w Łęczycy zwołanym z inicjatywy jej teściowej księżnej-wdowy Salomei. W 1146 po wygnaniu z Polski Władysława, przyrodniego brata jej męża, Wierzchosława została księżną krakowską. Jan Długosz twierdził, że zmarła w połogu po urodzeniu drugiego syna Leszka w 1158; obecnie jednak zarówno urodziny Leszka jak i zgon Wierzchosławy datuje się raczej na początek lat 60. XII wieku, a przekaz o śmierci w połogu uznaje za niepotwierdzony. Z pewnością zmarła przed 1167, gdyż 31 grudnia 1167 wspomniana została niejaka Maria jako druga żona Bolesława IV. Wierzchosława została pochowana najprawdopodobniej obok męża w katedrze płockiej.

### Ewangeliarz księżnej Anastazji
Po śmierci Wierzchosławy jej mąż, upamiętniając ją, darował czerwińskiemu klasztorowi oprawiony w srebro ewangeliarz, nazwany Ewangeliarzem Anastazji. Anastazja było najpewniej łacińskim lub greckim odpowiednikiem jej imienia, gdyż tym imieniem nazywał ją Długosz, a przekaz ten znajduje potwierdzenie w zachowanym materiale numizmatycznym (mimo że Długosz błędnie określił zarówno jej filiację, jak i datę ślubu z Bolesławem). Ewangeliarz powstał prawdopodobnie około 1160.

### Rodzina

#### Małżeństwo i potomstwo
Wierzchosława z małżeństwa z Kędzierzawym doczekała się co najmniej dwóch synów Bolesława (ur. ok. 1150, zm. 1172) i Leszka (ur. ok. 1160, zm. 1186), który po śmierci ojca objął władzę w księstwie mazowieckim. Starsza literatura przypisywała młodszego syna drugiej żonie Bolesława, Marii. Jednak po odkryciu monet Leszka, w których nazywa siebie synem Anastazji, pogląd ten okazał się nietrafny.
Być może córką Bolesława Kędzierzawego i Wierzchosławy nowogrodzkiej była także niejaka Wierzchosława, mniszka strzelneńska, zmarła po 1213. Jej filiacja jest jednak przedmiotem kontrowersji wśród badaczy i większość z nich za Oswaldem Balzerem uznaje ją za córkę Bolesława Mieszkowica (1159–1195), księcia kujawskiego i syna Mieszka Starego. Ponadto w literaturze wymienia się także nieznaną z imienia córkę (NN), która jakoby poślubiła ok. 1173 księcia drohiczyńskiego Wasylka i żyła jeszcze na przełomie lat 70. i 80. XII wieku. Jednakże jedynym źródłem poświadczającym jej istnienie jest rzekomo zaginiony tzw. "Latopis Połocki", znany jedynie z osiemnastowiecznego przekazu rosyjskiego historyka Wasilija Tatiszczewa zawartego w jego pracy Historia Rosji od czasów najdawniejszych. Najnowsze badania nad pracą Tatiszczewa kwestionują jednak istnienie "Latopisu Połockiego" a cały fragment dzieła Tatiszczewa dotyczący rzekomego księcia drohiczyńskiego Wasylka (i jego polskiej żony) uznają za niewiarygodny.

#### Genealogia
| Mścisław I Harald ur. II 1076 zm. 15 IV 1132 | Mścisław I Harald ur. II 1076 zm. 15 IV 1132 |                                                       |                                                       | Krystyna ur. ? zm. 18 I 1120 | Krystyna ur. ? zm. 18 I 1120 |  |  | Światosław II Mikołaj ur. ? zm. 15 II 1164 | Światosław II Mikołaj ur. ? zm. 15 II 1164 |                |                | NN ur. ? zm. ? | NN ur. ? zm. ? |
|                                              |                                              |                                                       |                                                       |                              |                              |  |  |                                            |                                            |                |                |                |                |
|                                              |                                              |                                                       |                                                       |                              |                              |  |  |                                            |                                            |                |                |                |                |
|                                              |                                              | Wsiewołod Mścisławowicz ur. ? zm. 11 II 1136 lub 1137 | Wsiewołod Mścisławowicz ur. ? zm. 11 II 1136 lub 1137 |                              |                              |  |  |                                            |                                            | NN ur. ? zm. ? | NN ur. ? zm. ? |                |                |
|                                              |                                              |                                                       |                                                       |                              |                              |  |  |                                            |                                            |                |                |                |                |
|                                              |                                              |                                                       |                                                       |                              |                              |  |  |                                            |                                            |                |                |                |                |
|                                              |                                              |                                                       |                                                       |                              |                              |  |  |                                            |                                            |                |                |                |                |

|                              |                              | Bolesław IV Kędzierzawy ur. ok. 1122 zm. 5 I 1173 OO w okr. 1136–1137 | Bolesław IV Kędzierzawy ur. ok. 1122 zm. 5 I 1173 OO w okr. 1136–1137 | Wierzchosława nowogrodzka (ur. 1125, zm. 15 marca ok. 1162) | Wierzchosława nowogrodzka (ur. 1125, zm. 15 marca ok. 1162) |  |  |  |  |
|                              |                              |                                                                       |                                                                       |                                                             |                                                             |  |  |  |  |
|                              |                              |                                                                       |                                                                       |                                                             |                                                             |  |  |  |  |
| Leszek ur. ok. 1160 zm. 1186 | Leszek ur. ok. 1160 zm. 1186 |                                                                       |                                                                       | Bolesław Bolesławowic ur. ok. 1150 zm. 1172                 | Bolesław Bolesławowic ur. ok. 1150 zm. 1172                 |  |  |  |  |